# Goniothalamus chinensis
Goniothalamus chinensis este o specie de plante din genul Goniothalamus, familia Annonaceae, descrisă de Elmer Drew Merrill și Woon Young Chun. A fost clasificată de IUCN ca specie cu risc scăzut. Conform Catalogue of Life specia Goniothalamus chinensis nu are subspecii cunoscute.